# Talang Kemuning
Talang Kemuning is een bestuurslaag in het regentschap Kerinci van de provincie Jambi, Indonesië. Talang Kemuning telt 1479 inwoners (volkstelling 2010).